# Jeffries Peak
Der Jeffries Peak ist ein rund 950 m hoher Berg an der Danco-Küste im Westen des Grahamlands auf der Antarktischen Halbinsel. Südlich der Wilhelmina Bay ragt er zwischen dem Leonardo- und dem Blanchard-Gletscher auf.
Der Falkland Islands Dependencies Survey kartierte ihn anhand von Luftaufnahmen der Hunting Aerosurveys Ltd. aus den Jahren von 1956 bis 1957. Das UK Antarctic Place-Names Committee benannte ihn 1960 nach dem US-amerikanischen Arzt und Luftfahrtpionier John Jeffries (1744–1819), dem 1785 gemeinsam mit dem Franzosen Jean-Pierre Blanchard die erste Überquerung des Ärmelkanals in einem Ballon gelang.